# Калакан
Ка́лакан (Калаган) — река в Забайкальском крае России, правый приток Витима, протекает по территории Каларского и Тунгокоченского районов.
Длина реки — 314 км, площадь бассейна — 10 600 км².

## География
Берёт начало на западном склоне Витимского плоскогорья с высоты примерно 1200 м над уровнем моря. Течёт с северо-востока на юго-запад вдоль подножья юго-восточного склона хребта Янкан. Сливается с Витимом на высоте около 595 м над уровнем моря, в 958 км от его устья, около нежилого посёлка Калакан.

## Притоки
Притоки (расположены по порядку от устья):
- левые: Барамино, Тундак[11], Лочокочи[12], Амнуннакачи[13], Ненну, Верхняя Олонно[14][15];
- правые: Нижняя Бугарикта[16], Верхняя Бугарикта[11], Аку[12], Гуликачи[17], Усмун[13], Катыркачи, Долгачи[14], Малые Маричи[18][15].

Основной левый приток — Тундак.

## Гидрология
Питание преимущественно дождевое и снеговое. Замерзает в середине октябре, вскрывается в середине мая. Средний расход воды около устья — 74,2 м³/с.

## Хозяйственное использование
Река является сплавной.

## Топографические карты
- Лист карты N-50-XIX. Масштаб: 1 : 200 000. Указать дату выпуска/состояния местности.
- Лист карты N-50-X. Масштаб: 1 : 200 000. Указать дату выпуска/состояния местности.
- Лист карты N-50-IV. Масштаб: 1 : 200 000. Указать дату выпуска/состояния местности.
- Лист карты N-50-V. Масштаб: 1 : 200 000. Указать дату выпуска/состояния местности.
- Лист карты N-50-VI. Масштаб: 1 : 200 000. Указать дату выпуска/состояния местности.